# Vier Gedichte von Otto Julius Bierbaum
Vier Gedichte von Otto Julius Bierbaum is een compositie van Christian Sinding. Het zijn vier toonzettingen van gedichten van Otto Julius Bierbaum. Sinding leende al eerder teksten van Bierbaum voor zijn Nemt, Frouwe, disen Kranz und andre Gedichte en Der neubestellte Irrgarten der Liebe.
De vier gedichten voor Sindings opus 101 zijn:
- Der jungen Hexe
- Das Mädchen am Teige singt
- Da noch Blut in meinen Adern
- Neuweinlied